# ビクトリアクラウン
ビクトリアクラウン（欧字名:Victoria Crown、1979年3月28日 - 2007年1月30日）は、日本の競走馬、繁殖牝馬。1981年の優駿賞最優秀3歳牝馬、1982年の優駿賞最優秀4歳牝馬である。
怪我により牝馬クラシックに出走することができず「幻のクラシック馬」と称された。重賞の新潟3歳ステークス初代王者である。

## 生涯

### デビュー前
1962年の優駿牝馬（オークス）を制したオーハヤブサの仔、ワールドハヤブサは、1969年にデビューした。小岩井農場の基礎輸入牝馬の1頭、ビューチフルドリーマーから始まる牝系に属する牝馬を所望していた千代田牧場代表の飯田正が、現役競走馬のワールドハヤブサを当時としては高額の900万円で購入し自ら所有した。競走馬引退後は千代田牧場で繁殖牝馬となり、ナスルーラの血が18.75パーセント含まれる「奇跡の血量」のインブリードが成立するファバージが複数年にわたって配合された。1979年3月28日、北海道静内町の千代田牧場分場にて7番仔となる父ファバージの牝馬（後のビクトリアクラウン）が誕生。「ワールドバージ」という幼名が与えられた。
同じ年に千代田牧場で生産された20頭は、当歳8月にはすべて方々に売却することができた。しかし、ワールドバージはほかの2頭（スペースシヤトル、ジヨリテイソロン）とともに、将来の千代田牧場の繁殖牝馬として飯田が所有することとなった。ワールドバージは全兄弟よりも骨太で欠点もなく、千代田牧場世代一番の評判であった。飯田は「性格は女らしく、おっとりしていたが、内に秘めた気性が激しく、一たん〔ママ〕走り出すとグイグイ出て行って他馬が並んできたら絶対抜かせない悍性の強さを見せていた」と幼駒時代を述懐している。飯田が有力馬につけるつもりで前々から用意したお気に入りの馬名案をワールドバージに適用し、英語で「勝利の栄冠」を意味する「ビクトリアクラウン」と命名された。

### 競走馬時代

#### 3歳（1981年）
5月、千葉県芝山町の千代田牧場本場から美浦トレーニングセンターの稲葉幸夫厩舎に入厩した。稲葉は牝馬育成に定評があり、テイタニヤやテンモンという活躍馬が出ていた。同時期に1歳年上で稲葉厩舎所属のテンモンが優駿牝馬（オークス）を制し、直後に「来年は桜花賞の狙えるファバージの牝馬（ビクトリアクラウン）がいます」とデビュー前にもかかわらず発言するなど、評価が高かった。
7月11日、新潟競馬場の新馬戦に嶋田功が騎乗してデビュー、ソエ気味で痛みを抱えながら1.1倍の1番人気という支持を集めた。しかしパドックで右前脚を落鉄し、脚を人間が固定して行う蹄鉄の打ち換えを、ソエの痛みから拒否して暴れてしまった。そこで装鞍所に戻して数人がかりで蹄鉄を打つ手間が発生し、発走時刻を5分間繰り下げる措置が行われた。ところが、蹄鉄を内には苦労して新しい発走時刻の2分前でようやく馬場入場を果たし、返し馬をすることなく発走してしまった。走る状態にないまま最後方に位置取り、かわしたのは1頭のみのブービー賞、6着に終わった。
8月2日、新潟競馬場開催最終日の新馬戦に出走し、逃げ馬に次ぐ位置から2馬身差を広げて初勝利。8月30日の新設重賞、新潟3歳ステークスに出走し、好位から残り200メートルで先頭に立って後方に1馬身離して勝利、新潟3歳ステークス初代王者となった。嶋田は、「前の馬に近づくにつれて闘志をむき出しにするんだ。グイグイと行くのが分かったね。大した根性の持ち主だ」と振り返っている。その後は、熱発と球節の具合が悪いために連戦することができなかった。12月12日、中山競馬場のテレビ東京賞3歳牝馬ステークスで復帰し、人気を集めて単枠指定の対象となった。6番手からファイブソロンをアタマ差かわして勝利し、3連勝。
4戦3勝の成績を残し、優駿賞最優秀3歳牝馬に選出された。

#### 4歳（1982年）
初戦は、東京競馬場のクイーンカップに出走。再び単枠指定となり1番人気に推された。4番手から最終コーナーで先頭に立った。するとソラを使ってしまい、ファイブソロンに並びかわされた。しかし、ムチで矯正されると差し返し、ファイブソロンに半馬身差をつけて勝利した。新潟、中山、東京という関東での4連勝に嶋田は、関東の牝馬との決着はすでについているとした。ファイブソロンに騎乗した郷原は、「あれで負けたのでは相手が強いとしかいいようがないさ」と評した。稲葉は、クラシックでも力を発揮できる目処がついたとして桜花賞直行を明言した。桜花賞が行われる関西の栗東トレーニングセンターに移動して調整が続けられた。しかし、3月31日、桜花賞12日前の栗東での調教時に跛行。検査を受けて左第3手根骨剥離骨折が判明した。全治3か月の診断を受けて、桜花賞出走を断念。春のクラシック参戦不可能となった。千代田牧場本場に放牧に出される間に桜花賞と優駿牝馬（オークス）が催され、ビクトリアクラウンには「幻のクラシック馬」との異名がつけられた。
8月4日の美浦トレーニングセンターに帰厩、後遺症がない状態で復帰しエリザベス女王杯を目標に調整された。9月19日のクイーンステークスで7か月半ぶりに復帰。前日の馬体重は500キログラムあったが、当日の装鞍所で大量に排尿排便をしたことでレースには、前日よりも26キログラム減量し474キログラムで出走した。調教助手の野中は、レースがいつか知っている「賢い馬」と感じたという。1番人気の支持から、先行して逃げるルナパークをアタマ差捉えて勝利した。続いて10月17日の牝馬東京タイムズ杯に出走。古馬と初顔合わせとなり、特に安田記念と七夕賞と連勝中の6歳牡馬スイートネイティブとの対決に大きな注目が集まった。後方待機する一方でスイートネイティブは先行した。直線でスイートネイティブが先頭に立ち、それに目がけて追い込んだが、1馬身4分の1届かず2着に敗れた。
11月21日、目標のエリザベス女王杯に単枠指定の2番人気で出走した。1番人気は、京都大賞典勝利から参戦し、同じく単枠指定のメジロカーラであった。シンナディアが逃げて、その後ろにメジロカーラが先行する中、その後ろにビクトリアクラウンがつけた。最終コーナーへ差し掛かるあたりでメジロカーラが伸びあぐねており、ビクトリアクラウンがそれを見て仕掛けると、差を広げてメジロカーラを置き去りにした。後々追い上げたミスラディカルやラブリースターとの差を広げて先頭で入線し、勝利した。嶋田は楽勝として、第3コーナーの坂を下るときに勝利を確信していた。稲葉は「この馬のすべてが、この馬のよさです」と発言した。続いてファン投票では9位に入り、有馬記念に出走。唯一の牝馬であったが、5着に入った。

#### 5 - 6歳（1983 - 84年）
年が明けて5歳となり、始動戦はアメリカジョッキークラブカップで5着、1番人気に推された中山牝馬ステークスでは8着敗退。8か月の休養から有馬記念に出走するなどしたが、いずれも下位に沈んだ。
6歳となり、再びアメリカジョッキークラブカップに出走。ブービー賞7着となったのを最後に競走馬を引退した。

### 繁殖牝馬時代
1984年から繁殖入りしたビクトリアクラウンは重賞勝ちの産駒は出せなかった。2000年を最後に繁殖牝馬からも引退。千代田牧場の功労馬として余生を過ごしていたが、2007年1月30日に老衰のため28歳で死亡した。

## 競走成績
以下の内容は、netkeiba.comおよびJBISサーチの情報に基づく。
| 競走日     | 競馬場 | 競走名             | 格 | 距離 （馬場） | 頭 数 | 枠 番 | 馬 番 | オッズ （人気） | 着順 | タイム  | 騎手      | 斤量 [kg] | 1着馬（2着馬）       |
| ---------- | ------ | ------------------ | -- | ------------- | ----- | ----- | ----- | --------------- | ---- | ------- | --------- | --------- | -------------------- |
| 1981.07.11 | 新潟   | 3歳新馬            |    | 芝1000m（良） | 7     | 7     | 7     | 001.40（1人）   | 06着 | 01:01.0 | 0嶋田功   | 53        | ワールドサファイヤ   |
| 0000.08.02 | 新潟   | 3歳新馬            |    | 芝1000m（良） | 13    | 6     | 8     | 002.30（1人）   | 01着 | 0-58.6  | 0嶋田功   | 53        | （アイノランサー）   |
| 0000.08.30 | 新潟   | 新潟3歳S           |    | 芝1200m（良） | 11    | 8     | 11    | 008.00（3人）   | 01着 | 01:11.3 | 0嶋田功   | 53        | （ダッシングハグロ） |
| 0000.12.12 | 中山   | 3歳牝馬S           |    | 芝1600m（良） | 14    | 3     | 4     | 005.20（2人）   | 01着 | 01:36.3 | 0嶋田功   | 53        | （ファイブソロン）   |
| 1982.01.31 | 東京   | クイーンC          |    | 芝1600m（良） | 9     | 7     | 7     | 002.00（1人）   | 01着 | 01:36.3 | 0嶋田功   | 55        | （ファイブソロン）   |
| 0000.09.19 | 中山   | クイーンS          |    | 芝2000m（稍） | 9     | 6     | 6     | 002.70（1人）   | 01着 | 02:02.0 | 0嶋田功   | 54        | （ルナパーク）       |
| 0000.10.17 | 東京   | 牝馬東京タイムズ杯 |    | 芝1600m（良） | 14    | 1     | 1     | 004.00（2人）   | 02着 | 01:35.6 | 0嶋田功   | 55        | スイートネイティブ   |
| 0000.11.21 | 京都   | エリザベス女王杯   |    | 芝2400m（良） | 19    | 4     | 7     | 003.40（2人）   | 01着 | 02:29.2 | 0嶋田功   | 55        | （ミスラディカル）   |
| 0000.12.26 | 中山   | 有馬記念           |    | 芝2500m（重） | 15    | 6     | 10    | 015.10（6人）   | 05着 | 02:37.1 | 0嶋田功   | 53        | ヒカリデユール       |
| 1983.01.23 | 中山   | アメリカJCC        |    | 芝2500m（良） | 14    | 8     | 13    | 009.60（6人）   | 05着 | 02:35.6 | 0嶋田功   | 55        | アンバーシャダイ     |
| 0000.03.20 | 中山   | 中山牝馬S          |    | 芝1800m（良） | 13    | 4     | 4     | 002.00（1人）   | 08着 | 01:52.2 | 0嶋田功   | 58        | ダンシングファイタ   |
| 0000.12.04 | 中山   | ダービー卿CT       |    | 芝1800m（良） | 16    | 8     | 16    | 011.90（5人）   | 11着 | 01:48.9 | 0嶋田功   | 59        | テュデナムキング     |
| 0000.12.25 | 中山   | 有馬記念           |    | 芝2500m（良） | 16    | 1     | 1     | 018.00（8人）   | 11着 | 02:35.2 | 0田村正光 | 55        | リードホーユー       |
| 1984.01.22 | 中山   | アメリカJCC        |    | ダ1800m（不） | 8     | 6     | 6     | 007.30（3人）   | 07着 | 01:54.3 | 0嶋田功   | 56        | シュウザンキング     |

- 競走名の太字強調は八大競走。

## 繁殖成績
- 1985年 リーディングロウル（牝）（父：ターゴワイス）3勝
- 1986年 ビューチフルロマン（牝）（父：ノノアルコ）6勝 　根岸ステークス3着
- 1987年 クラシックダンサー（牝）（父：ノーザンテースト）5勝
- 1989年 ヒトメボレ（牝）（父：モガミ）3勝
- 1991年 ビクトリートースト（牝）（父：ミスターシービー）
- 1992年 ビクトリアヒロイン（牝）（父：カコイーシーズ）
- 1993年 ビクトリアユニゾン（牡）（父：ベリファ）
- 1995年 ミセスビクトリア（牝）（父：トニービン）フローラステークス2着のブロンコーネの母、関東オークス勝ち馬グランブリッジの曾祖母
- 1997年 ピサノカプリ（牡）（父：ブライアンズタイム）2勝
- 1998年 スレンダーガール（牝）（父：アフリート）2勝
- 1999年 コパノモリシオ（牡）（父：エリシオ）地方1勝
- 2000年 コパノオマモリ（牝）（父：エリシオ）平安ステークス勝ち馬グレイトパールの祖母。

### ファミリーライン
- ビクトリアクラウン
  - ミセスビクトリア 1995 牝（父:トニービン）
    - ブロンコーネ 2003 牝（父:ブライアンズタイム）
      - ディレットリーチェ 2010 牝（父:ダイワメジャー）
        - グランブリッジ 2019 牝（父:シニスターミニスター。関東オークス、ブリーダーズゴールドカップ）

  - コパノオマモリ 2000 牝（父:エリシオ）
    - フォーチュンワード 2005 牝（父:デヒア。芙蓉ステークス）
      - グレイトパール 2013 牡（父:キングカメハメハ。平安ステークス、アンタレスステークス）

## 血統表
| ビクトリアクラウンの血統         | ビクトリアクラウンの血統                                   | ビクトリアクラウンの血統                                   | （血統表の出典）                                           | （血統表の出典） |
| 父系                             | プリンスリーギフト系                                       | プリンスリーギフト系                                       | プリンスリーギフト系                                       | [ § 2 ]          |
| 父 *ファバージ Faberge 1961 鹿毛 | 父の父Princely Gift 1951 鹿毛                              | Nasrullah                                                  | Nearco                                                     | Nearco           |
| 父 *ファバージ Faberge 1961 鹿毛 | 父の父Princely Gift 1951 鹿毛                              | Nasrullah                                                  | Mumtaz Begum                                               |                  |
| 父 *ファバージ Faberge 1961 鹿毛 | 父の父Princely Gift 1951 鹿毛                              | Blue Gem                                                   | Blue Peter                                                 | Blue Peter       |
| 父 *ファバージ Faberge 1961 鹿毛 | 父の父Princely Gift 1951 鹿毛                              | Blue Gem                                                   | Sparkle                                                    |                  |
| 父 *ファバージ Faberge 1961 鹿毛 | 父の母Spring Offensive 1943 鹿毛                           | Legend of France                                           | Dark Legend                                                | Dark Legend      |
| 父 *ファバージ Faberge 1961 鹿毛 | 父の母Spring Offensive 1943 鹿毛                           | Legend of France                                           | Francille                                                  |                  |
| 父 *ファバージ Faberge 1961 鹿毛 | 父の母Spring Offensive 1943 鹿毛                           | Batika                                                     | Blenheim                                                   | Blenheim         |
| 父 *ファバージ Faberge 1961 鹿毛 | 父の母Spring Offensive 1943 鹿毛                           | Batika                                                     | Brise Bise                                                 |                  |
| 母 ワールドハヤブサ 1967 栗毛    | 母の父*ダイハード Die Hard 1957 栃栗毛                     | Never Say Die                                              | Nasrullah                                                  | Nasrullah        |
| 母 ワールドハヤブサ 1967 栗毛    | 母の父*ダイハード Die Hard 1957 栃栗毛                     | Never Say Die                                              | Singing Grass                                              |                  |
| 母 ワールドハヤブサ 1967 栗毛    | 母の父*ダイハード Die Hard 1957 栃栗毛                     | Mixed Blessing                                             | Brumeux                                                    | Brumeux          |
| 母 ワールドハヤブサ 1967 栗毛    | 母の父*ダイハード Die Hard 1957 栃栗毛                     | Mixed Blessing                                             | Pot-Pourri                                                 |                  |
| 母 ワールドハヤブサ 1967 栗毛    | 母の母オーハヤブサ 1959 黒鹿毛                             | *ヒンドスタン                                              | BoisRoussel                                                | BoisRoussel      |
| 母 ワールドハヤブサ 1967 栗毛    | 母の母オーハヤブサ 1959 黒鹿毛                             | *ヒンドスタン                                              | Sonibai                                                    |                  |
| 母 ワールドハヤブサ 1967 栗毛    | 母の母オーハヤブサ 1959 黒鹿毛                             | オーマツカゼ                                               | *ダイオライト                                              | *ダイオライト    |
| 母 ワールドハヤブサ 1967 栗毛    | 母の母オーハヤブサ 1959 黒鹿毛                             | オーマツカゼ                                               | 第参アストラル                                             |                  |
| 母系(F-No.)                      | ワールドハヤブサ系(FN:12)                                  | ワールドハヤブサ系(FN:12)                                  | ワールドハヤブサ系(FN:12)                                  | [ § 3 ]          |
| 5代内の近親交配                  | Nasrullah 3×4、Blenheim 5･4（父内）、Blandford 5･5（父内） | Nasrullah 3×4、Blenheim 5･4（父内）、Blandford 5･5（父内） | Nasrullah 3×4、Blenheim 5･4（父内）、Blandford 5･5（父内） | [ § 4 ]          |
| 出典                             | 1. 2. 3. 4.                                                | 1. 2. 3. 4.                                                | 1. 2. 3. 4.                                                | 1. 2. 3. 4.      |